# NGC 7316
NGC 7316 (другие обозначения — PGC 69259, UGC 12098, IRAS22335+2003, MCG 3-57-20, KUG 2233+200, MK 307, ZWG 452.30, KARA 974) — спиральная галактика (Sc) в созвездии Пегас.
Этот объект входит в число перечисленных в оригинальной редакции «Нового общего каталога».
В галактике вспыхнула сверхновая SN 2006cx типа II, её пиковая видимая звездная величина составила 17,4.